# Піттсфілд (переписна місцевість, Мен)
Піттсфілд (англ. Pittsfield) — переписна місцевість (CDP) в США, в окрузі Сомерсет штату Мен. Населення — 2822 особи (2020).

## Географія
Піттсфілд розташований за координатами 44°45′48″ пн. ш. 69°22′22″ зх. д. / 44.76333° пн. ш. 69.37278° зх. д. (44.763273, -69.372732).  За даними Бюро перепису населення США в 2010 році переписна місцевість мала площу 24,88 км², з яких 24,34 км² — суходіл та 0,54 км² — водойми.

## Демографія
Згідно з переписом 2010 року, у переписній місцевості мешкало 3150 осіб у 1219 домогосподарствах у складі 800 родин. Густота населення становила 127 осіб/км².  Було 1330 помешкань (53/км²).
Расовий склад населення:
| - 93,2 % — білих - 3,5 % — азіатів - 0,8 % — чорних або афроамериканців - 0,2 % — корінних американців - 0,1 % — вихідців з тихоокеанських островів |

До двох чи більше рас належало 1,9 %. Частка іспаномовних становила 2,2 % від усіх жителів.
За віковим діапазоном населення розподілялося таким чином: 25,0 % — особи молодші 18 років, 60,2 % — особи у віці 18—64 років, 14,8 % — особи у віці 65 років та старші. Медіана віку мешканця становила 38,8 року. На 100 осіб жіночої статі у переписній місцевості припадало 90,0 чоловіків;  на 100 жінок у віці від 18 років та старших — 84,5 чоловіків також старших 18 років.
Середній дохід на одне домашнє господарство  становив 54 865 доларів США (медіана — 44 236), а середній дохід на одну сім'ю — 58 277 доларів (медіана — 51 276). За межею бідності перебувало 17,6 % осіб, у тому числі 27,4 % дітей у віці до 18 років та 14,8 % осіб у віці 65 років та старших.
Цивільне працевлаштоване населення становило 1415 осіб. Основні галузі зайнятості: освіта, охорона здоров'я та соціальна допомога — 37,8 %, роздрібна торгівля — 13,3 %, виробництво — 10,8 %.